# Камопи (река)
Камопи́ (фр. Rivière Camopi) — река на юго-востоке Французской Гвианы, левый приток Ояпока, протекает по территории одноимённой коммуны.
Длина реки составляет 244 км.
Камопи начинается около границы с Бразилией, посреди северных отрогов горного хребта Серра-Тумукумаки. Генеральным направлением течения реки является северо-восток, около устья поворачивает на восток и у деревни Камопи сливается со средним течением Ояпока.
Крупнейший приток — Инипи (70 км), впадает в нижнее течение слева около горы Яниу.